# 阪上行雄
阪上行雄（さかうえ ゆきお、1924年1月7日 - ）は日本の大蔵官僚。
大蔵省大臣官房会計課長、関東信越国税局長、大阪銀行専務、ロイヤルリース社長などを務めた。

## 来歴
大阪府出身。1945年9月に京都帝国大学法学部政治学科を卒業。同年10月に予備役となる。1947年3月 京都帝国大学法学部補修科を卒業。同年4月に高等試験行政科を合格し、同年5月 大蔵省に入省（理財局）。1950年5月から新居浜税務署長となる。
1964年9月1日 関東信越国税局総務部長。1966年8月 公営企業金融公庫参事兼経理部長。1968年6月11日 大臣官房会計課長。1970年6月25日 関東信越国税局長。1971年7月5日 大臣官房付。同年8月 退官。
同年9月 大阪銀行参事。同年11月 同行取締役。1972年11月 同行常務取締役。
1978年11月から同行専務取締役。1988年7月 ロイヤルリース代表取締役社長に就いた。

## 略歴
- 1947年5月：大蔵省に入省（理財局）[2]。
- 1948年8月：大阪国税局総務部総務課。
- 1948年12月：大阪国税局総務部能率調査室。
- 1950年5月：新居浜税務署長。
- 1951年8月1日：熊本国税局総務部総務課長。
  - 1952年2月：兼 熊本国税局総務部統計課長（〜1952年9月）。
- 1953年7月1日：大臣官房財務参事官室。
- 1953年10月：管財局閉鎖機関課長補佐。
- 1954年5月：管財局特殊清算課長補佐。
- 1956年9月：関東財務局理財部金融課長。
- 1957年7月：関東財務局総務部総務課長。
- 1958年6月：理財局外債課長補佐。
- 1959年7月：大臣官房会計課長補佐。
- 1961年7月：広島国税局総務部長。
- 1963年5月：関税局業務課長。
- 1964年9月1日：関東信越国税局総務部長。
  - 1966年1月4日：兼 関東信越国税局間税部長事務取扱（〜1966年6月）。
- 1966年8月：公営企業金融公庫参事 兼 経理部長。
- 1968年6月11日：大臣官房会計課長。
  - 1969年5月10日：兼 大臣官房厚生管理官（〜1969年6月20日）。
- 1970年6月25日：関東信越国税局長。
- 1971年7月5日：大臣官房付。
- 1971年8月：退官。
- 1971年9月：大阪銀行参事。
- 1971年11月：大阪銀行取締役。
- 1972年11月：大阪銀行常務取締役。
- 1978年11月：大阪銀行専務取締役[1]。
- 1988年7月：ロイヤルリース代表取締役社長[1]。